# ワガドゥグ合意
ワガドゥグ合意（ワガドゥグごうい、フランス語:Accord de Ouagadougou）は、2007年3月4日に、ブルキナファソ大統領ブレーズ・コンパオレの仲介のもと、コートジボワール大統領のローラン・バグボおよびコートジボワール新勢力指導者であるギヨーム・ソロによって締結された。コートジボワールの平和再建と再統一を狙いとしたものである。
国際社会の介入による平和構築の失敗ののち、バグボ大統領は新勢力のソロと直接対話を提案した。2007年2月5日から3月3日まで、ブルキナファソのワガドゥグにて、各当事者の代表団が会談を行い、3月4日に、バグボ大統領、ソロおよびコンパオレ大統領の三者による署名がなされた。